# Carlos Guillermo Domínguez
Carlos Guillermo Domínguez (Teror, Gran Canaria, 1 de enero de 1925 - Las Palmas de Gran Canaria, 11 de julio de 2016) fue un periodista, humanista, historiador, técnico en radiodifusión canario. Considerado por algunos expertos el primer autor en seguir la tradición fundada por Cairasco de Figueroa de homenajear al aborigen canario en la literatura. Referido como “antecedente imprescindible al que hay que referirse en cualquier estudio que se formule sobre la literatura juvenil en Canarias”.
Auténtico polímata, Carlos-Guillermo desarrolló su acción cultural en los campos de la literatura, el teatro, la música, la televisión, la radio y el servicio público. A lo largo de su dilatada trayectoria artística, que se extendió durante más de sesenta años, ha recibido numerosos premios, galardones y reconocimientos de alcance internacional.

## Biografía

### Infancia y adolescencia
Carlos Guillermo Domínguez Hernández nació en Teror, el 10 de enero de 1925. Vivió en Gran Canaria los primeros años de su infancia cursando sus primeros estudios en el Colegio Claret de la capital. 
En 1934, su padre Rafael Domínguez Escudero era destinado a Madrid y por ende Carlos Guillermo y su familia se trasladaron a la península. Allí continuaba sus clases en el colegio de los Padres Escolapios.
En 1936 el conflicto de la Guerra Civil Española su asistencia al colegio prosigue con ciertas dificultades viviendo el asedio de Madrid desde los ojos de un niño. Carlos Guillermo, apasionado ya a la lectura, financiaba sus estudios ayudando en el colegio al que asistía.
Al terminar el conflicto se presentaba a unas oposiciones del Cuerpo de Telégrafos pero por no alcanzar la edad mínima exigida de 21 años no pudo tomar posesión de la plaza ganada. Las enormes dificultades que afectaban a la mayoría de los españoles y de los madrileños y deseoso de ayudar a la economía familiar le influyen para presentarse simultáneamente a dos oposiciones de banca. Ganaba ambas pero se decidía por el Banco Hispano-Americano, siendo destinado a Málaga.
En esta localidad permaneció cuatro años prestando sus servicios en la Inspección Regional del banco llegando a ser Jefe de Departamento. Fuera del horario laboral se ingeniaba creando pequeñas empresas de servicios. En 1949 conseguía ser trasladado a Las Palmas de Gran Canaria regresando con él sus padres y cuatro hermanos.

### Inicios: Western, Gramófono Odeón, «Pif-Paf» y Radio Atlántico
Comienza su andadura literaria presentando a concurso, y finalmente publicando novelas Western bajo el pseudónimo Charles Domher. Entre las obras publicadas por la clásica Editorial Bruguera se incluye Winchester Joe, editado en 1952.  En 1956 ingresa en la Sociedad General de Autores de España y gana el Primer Premio Nacional de Teatro para la Infancia y la Juventud con la obra El duendecillo Pif-Paf, estrenada en el Teatro Goya de Madrid en 1958. Le sigue "Pif-Paf en el reino de la Bruja Topete", Teatro Goya, Madrid, 1959, y Pif-Paf y los Talismanes, Teatro Pérez Galdós, Las Palmas de Gran Canaria, 1960. En 1959 crea y dirige, en Las Palmas de Gran Canaria, la Agrupación Juvenil Albor, que durante varios años estrena treinta obras suyas en el Archipiélago Canario simultaneando dichos estrenos en el Teatro Guimerá de Santa Cruz de Tenerife y en el Teatro Pérez Galdós de Las Palmas de Gran Canaria.
Crea la Agencia de Publicidad "Eje", el periódico deportivo "Roque Nublo", el periódico "Antena" en la isla de Lanzarote y la revista "Avance del Espectáculo", entre otras publicaciones.
Además publica una serie de cuentos cortos entre los que figuran "El Espantapájaros " (1957), "El gorrión que no quería estudiar " o "El viejo Capitán". 
Fue uno de los pioneros de la emisora Radio Atlántico, en la que ingresó como redactor, llegando a ocupar el cargo de Jefe de Emisiones y Estudios. A parte de crear y dirigir diferentes espacios para adultos, “Panorama de actualidad”, “Todo es según el color”, “Estampas de ayer”, “La Ronda”, “La pareja feliz”, etc. Dedica especial atención al mundo infantil y juvenil, creando y dirigiendo más de un millar de guiones. En enero de 1957, produce una serie de espacios semanales para la audición infantil titulada “Arco Iris”, que está en antena varios años, programa sustituido por “Carrusel Infantil” que igualmente continuó en el aire varias temporadas.

### Años 1960-1970
Durante los años sesenta, forma parte del pionero colectivo de RTVE en Canarias colaborando en la primera retransmisión televisiva en directo emitida y producida desde las islas para el propio archipiélago canario. Carlos-Guillermo se centra en los más jóvenes con programación infantil y juvenil. También deben destacarse los guiones juveniles “Gotas de ciencia”, “Fue como tú”, “Fútbol cultural”, precursor del televisivo “Cesta y Puntos” de T.V.E. “¿Cómo le llamarías tu?” y “Cohete X-21”.
Editora Nacional publica siete de sus cuentos en un tomo bajo el título del relato principal, “Garapiña” (1967), cuentos que fueron finalistas en el Concurso Nacional de Narraciones Infantiles, convocado por el Ministerio de Información y Turismo, en el año 1964. En 1968 asiste en Barcelona al curso especial para la obtención del título de especialista en prensa infantil y juvenil, de la Escuela Oficial de Periodismo. En el año 1970 es incluido en el Diccionario Biográfico Español Contemporáneo.
Fue el fundador y director de los suplementos juveniles “Chicos” del Diario de Las Palmas (1964-1969) y “Guanchito” del periódico La Provincia (1966). En el año 1968, al crear el Club Juvenil Ardilla en la Caja Insular de Ahorros de Gran Canaria, implanta y dirige el “Gran Concurso de Felicitaciones Navideñas” que años después se transforma en Concurso de “Tarjetas de Navidad” con la participación de los escolares de los centros educativos canarios. Fue el fundador y primer director de la revista “Aguayro” (1970), que nace como Boletín Informativo de la Caja Insular de Ahorros.
Siempre en 1970 es incluido en el Diccionario Biográfico Español Contemporáneo, tomo I, pág. 532, editado por el Círculo de Amigos de la Historia. Este mismo año se le encomienda por la Caja Insular de Ahorros de Gran Canaria, la puesta en marcha del servicio de reprografía cuya dirección ostenta hasta pasar a crear y dirigir durante varios años el Club Juvenil Ardilla de dicha entidad canaria. Este Club estaba dirigido al profesorado y alumnado de los centros escolares de la provincia.
Es autor de los textos del libro Paraíso Atlántico (1972), sobre Gran Canaria, Lanzarote y Fuerteventura, editado en cuatro idiomas, con fotografías de Tullio Gatti.
Por encargo de la Comisión de Prensa Infantil y Juvenil del Ministerio de Información y Turismo y por la Dirección General del Régimen Jurídico de Prensa, organiza la “1ª Semana del Niño”, del 25 al 30 de abril de 1974, siendo designado presidente del Comité Ejecutivo. En 1974, patrocinado por la Comisión de Publicaciones Infantiles y Juveniles del Ministerio de Información y Turismo, desarrolla, durante 2 años y por el Archipiélago Canario la exposición “Los Tebeos de ayer y hoy” y la de los 100 mejores libros infantiles y juveniles.
Crea y dirige el suplemento DA Juvenil (1976), del Diario de Avisos de Sta Cruz de Tenerife. Fue el fundador y director de la revista juvenil Amodaga (1976), del Plan Cultural de la Excma. Mancomunidad de Cabildos de Las Palmas. Ha asistido como ponente a diversos congresos sobre temática infantil y juvenil, en Madrid, Barcelona y Tenerife. Ha sido Presidente de la A.E.T.I.J. de Las Palmas, y miembro de la A.S.S.I.T.E.J.

### Años 1980-1990
Con la consolidación de la democracia en España, Carlos Domínguez escribe para su público, según el autor, más crítico: la infancia y la juventud. "La Constitución para Niños", publicada en 1982 con ilustraciones de Justo Pérez Aguado por encargo de la Excma. Mancomunidad de Cabildos de Las Palmas. Escribe "Nuestras Islas" para La Caja de Canarias, una obra divulgativa sobre los paisajes y experiencias del archipiélago canario y con una tirada de setenta y cinco mil ejemplares.
Pone textos literarios a una amplia colección de postales artísticas sobre las Islas Canarias originales de Tullio Gatti (1984). Es nombrado secretario de la Asociación de la Prensa de Las Palmas en el año 1985. Es Jefe del Gabinete de Prensa de la Caja de Canarias hasta octubre de 1986, momento en el que se dedica exclusivamente a la literatura.
Crea los textos literarios para los libros turísticos Gran Canaria (1988/89) y Tenerife (1989) con fotografías de Tullio Gatti.

### 1985-1992
En estos años se fraguan las obras más conocidas de Carlos-Guillermo Domínguez: Atacayte (1985), Sosala (1988) y Bencomo (1992), la llamada "Trilogía Canaria" que ha alcanzado en el tiempo numerosísimas ediciones. Estas obras, publicadas inicialmente con SM dentro de la colección  Gran Angular forman ya parte de los clásicos de la literatura canaria, y en especial de la literatura centrada en los antiguos pobladores de Canarias.
Atacayte es Premio Gran Angular de Novela Juvenil 1984, de la Fundación Santa María e incluida en la Lista de Honor de la C.C.E.I. el año 1986. Atacayte ha sido traducida al alemán en el año 1990.
Sosala es Premio Gran Angular de Novela Juvenil 1986 e incluida en la lista de Jugendbiblioteck, de Múnich, en 1988. Seleccionada entre obras de 47 países. Premio de la C.C.E.I a la mejor obra del año 1988.
Su obra es conocida en Europa, América y Oceanía. Es invitado a participar en cursos y convenciones que organizan universidades extrajeras: entre otras, el Centro para el estudio de libros infantiles y juveniles en español de la Universidad de San Marcos de California.

### 1992-2005
Volviendo su mirada a la infancia, Carlos-Guillermo publica diversas novelas como "Nayra" (SM, 1992), "Abuelo Marcial" (Edelvives, 1993) y obras con reconocimiento y alcance internacional como "La Casa del Pánico" (Edebé, 1995), actualmente en su vigesimoprimera edición o "Shila, el Humo de la Guerra" (Alfaguara, 1996), seleccionada por UNICEF para sus campañas de promoción de la lectura.
Desde el año 1992 es invitado anualmente a participar en cursos y convenciones que organizan universidades extrajeras: Entre otras, el Centro para el estudio de libros infantiles y juveniles en español de la Universidad de San Marcos, California. En la Universidad de Wyoming, Laramie, Department of Modern and Classical Languages, en Estados Unidos, se han interesado por su obra en el año 1994. También en la Universidad de Auckland, New Zelanda. Department of Romance Languages. Cátedra Príncipe de Asturias. Spanish Section, han efectuado, el año 1994, un estudio de la novela Atacayte. 
Una alumna de la Université de Mos-Hainaut, Bélgica, Martine Binamé, ha traducido la obra Bencomo al francés, “Travail de fin d`´etudes présenté en vue de l`obtention du titre de licenciée en traduction, como tesis de fin de carrera. En ella estudia las relaciones de las Islas Canarias con la España de los Reyes Católicos. Año académico 1993-1994. Sus novelas El hombre de otra galaxia y Atacayte, son mencionadas en el libro de Plácido Checa Fajardo y Mª Luisa Merino Díaz Deporte y Literatura. Pág. 106/108 y 115. Año 1994. 
También un pequeño texto de “El hombre de otra galaxia” está incluido en el libro de Lengua – Proyecto Planeta Amigo de la Editorial S.M. para primaria. Capítulo 7.- Páginas 92 a 95 ambas incluidas. 2005. Su obra La casa del pánico, ha sido solicitada por el gobierno chileno para ser distribuida entre sus escolares en el mes de junio de 1998.
Participa en la I Muestra del Plan Canario de Actividades Extraescolares, organizado por la Consejería de Educación del Gobierno de Canarias y la Dirección General de Promoción Educativa celebrada en el Recinto Ferial de Las Palmas de Gran Canaria, los días 24 y 25 de abril de 2002 y los días 6 y 7 de junio de 2002, en el Recinto Ferial de Tenerife. Intervino con la exposición de las Comunicaciones sobre seis de sus obras elegidas, en toda España, por los alumnos y profesores asistentes, y su posterior coloquio, en el I Congreso de Jóvenes Lectores, organizado por el I.E.S. Sta. Brígida de Gran Canaria, del 20 al 25 de mayo de 2002. En este Congreso cuyo lema era “Lee y conoce Canarias” participaron alumnos y profesores de once Comunidades Autónomas. Su novela Shila, el humo de la guerra fue incluida en la exposición “Leyendo tus derechos” organizada por UNICEF, la Vice consejería de Cultura y Deportes y la Dirección General de Ordenación e Innovación Educativa del Gobierno de Canarias,  celebrada en la Biblioteca Pública de Santa Cruz de Tenerife y la Biblioteca Pública de Las Palmas de Gran Canaria, dentro del Programa de Fomento de la Lectura y Dinamización de Bibliotecas Escolares. Marzo/abril 2005.

### 2006-2016
Shila, el humo de la guerra ha sido seleccionada en abril de 2006 por UNICEF en su campaña de lectura. El argumento de Shila refleja el art. 10 de la Declaración de los Derechos de la Infancia. 
En 2006 recibe el Can de Gran Canaria por sus labores en el ámbito de la literatura, así como un Maximino de Honor en 2009, durante la ceremonia acontecida en Las Palmas de Gran Canaria. Desde el 2007, parte de las obras del autor las publica la editorial Tegala. También publica diversas obras con esta editorial, incluyendo una adaptación de "La Leyenda del Almendro en Flor", "La Leyenda del Nublo, la Rana y la Flor".
En el libro “Memorias de Infancia” Autores canarios recuerdan, editado por Unicef en su 60 aniversario, con el patrocinio del Gobierno de Canarias, se incluye recuerdos de su infancia. Noviembre 2006. 
En 2009, recibe el Premio Maximino de Honor en reconocimiento a su dilatada labor en las artes escénicas con sus creaciones para público infantil y juvenil.
El 28 de febrero de 2013 entregó al Cabildo de Gran Canaria el manuscrito original de esta trilogía en un acto en el que la investigadora Ángeles Perera, de la Universidad de Las Palmas de Gran Canaria, calificó su obra como “antecedente imprescindible al que hay que referirse en cualquier estudio que se formule sobre la literatura juvenil en Canarias”.
Con motivo de su nonagésimo cumpleaños, se descubrió una placa en su casa natal en la villa mariana de Teror en la Calle Real de la Plaza, número 6. En representación de la Asociación Andersen para la literatura infantil y juvenil, Luz Caballero y Aisha Perera coordinaron una exposición-homenaje "Carlos-Guillermo Domínguez: Perspectiva de un Escritor" en la Casa-Museo Pérez Galdós. Destacó la presencia de material biblográfico y vestuario original de las tres obras de "Pif-Paf". Por la primera, "El Duendecillo Pif-Paf" (1958), obtuvo el Premio Nacional de Teatro para la Infancia y la Juventud.
Carlos-Guillermo Domínguez Hernández fallece el 11 de julio de 2016 a la edad de 91 años en su isla natal, Gran Canaria, tras más de setenta años de producción artística y cultural.

### Servicio público
Carlos-Guillermo Domínguez fue miembro de Protección Civil, llegando alcanzar la responsabilidad de coordinador de la Red de Emergencias (REMER) de la provincia de Las Palmas, con el indicativo "Óscar-1".

## Obra narrativa, guiones radiofónicos, teatrales etc.
Las más destacadas:
Winchester Joe. (1954). Madrid, Bruguera. Pseudónimo Charles Domher.
El enanito Tip. (1956). Barcelona. Gramófono Odeón. B.S.O.E.4009.
El gorrión que no quería estudiar. (1956). Barcelona. Gramófono Odeón. B.S.O.E4011.
El espantapájaros. (1957). Barcelona. Gramófono Odeón. B.S.O.E4012.
El soldadito feo. (1957). Barcelona. Gramófono Odeón. B.S.O.E4013.
El rey del mar. (1957). Barcelona. Gramófono Odeón. B.S.O.E4014.
Pepillo el pobre. (1957). Madrid. Fonópolis.
El oso que buscaba la felicidad. (1957). Madrid. Fonópolis.
El viejo capitán. (1957). Madrid. Gramófono Odeón.
Tripucho. (1958). Madrid. Gramófono Odeón. B.S.O.E4015.
El duendecillo Pif-Paf. (1958). Madrid. Teatro Goya.
Pif-Paf en el reino de la bruja Topete. (1959). Madrid. Teatro Goya.
Pif-Paf y los talismanes. (1960). Las Palmas. Teatro Pérez Galdós.
El alcalde de Villarejo. (1962) Las Palmas. Teatro Pérez Galdós.
Las estaciones. Cuento. (1964). Las Palmas GC. Diario de Las Palmas.
El rey del mar. Cuento. (1964). Las Palmas. Diario de Las Palmas.
El gorrión que no quería estudiar. Cuento. (1964). Las Palmas GC. Diario de Las Palmas.
Las aventuras de Pradillo. Cuento. (1965). Las Palmas GC. Diario de Las Palmas.
Las aventuras de Chico. Serie de 6 cuentos. (1965). Las Palmas GC. Diario de Las Palmas.
Pascual. Cuento. (1965). Las Palmas GC. Diario de Las Palmas.
Los gitanos. Cuento. (1965). Las Palmas GC. Diario de Las Palmas.
El viejo capitán. Cuento. (1965). Las Palmas GC. Diario de Las Palmas.
La venganza de Jaime. Cuento. (1965). Las Palmas GC. Diario de Las Palmas.
Escuadrilla. Guion. (1965) Madrid. Prado del Rey. TVE.
El conquistador. Cuento. (1966). Las Palmas GC. Diario de Las Palmas.
Garapiña. (1967). Madrid. Ilustraciones Jesús Bernal. Editora Nacional.
Mis amigos. Guion. (1968-1972). Las Palmas GC. TVE Canarias.
Navidades al sol. Guion. (1968). Las Palmas GC. TVE Canarias.
Punky el payaso. (1969). Las Palmas GC. Teatro Pérez Galdós.
El humo. (1969). Las Palmas. Teatro Pérez Galdós.
Simplicio. (1969). Las Palmas. Teatro Pérez Galdós.
Dios y hombres. Guion. (1969). Sta. Cruz de Tenerife. TVE Canarias.
Panorama de actualidad. Guion. (1969-1972). Las Palmas GC. TVE Canarias.
Los diez duendecillos. (1971). Madrid. Erase que se era. Prado del Rey. TVE.
Los extraterrestres. (1971). Las Palmas GC. Teatro Pérez Galdós.
El pastorcito de barro. Cuento. (1971). Las Palmas GC. Caja Insular de Ahorros. Aguayro n.22.
Leyenda de los almendros de Tejeda. Narración. (1972). Las Palmas GC. Caja Insular de Ahorros. Aguayro n.24.
El super payaso. (1972). Las Palmas GC. Teatro Pérez Galdós.
Paraíso Atlántico. (1972). Milán. Fotos Tullio Gatti. Sinet.
El paje del Rey Baltasar. Cuento. (1972). Las Palmas GC. Caja Insular de Ahorros. Aguayro n.34.
Garapiña. Adaptación teatral. (1972). Las Palmas GC. Círculo Mercantil.
San Guromindo. Cuento. (1973) Ilustraciones Alfonso Carlos. Las Palmas GC. Caja Insular de Ahorros. Aguayro n.38.
Tripucho. Cuento. (1973). Las Palmas GC. Caja Insular de Ahorros. Aguayro n.39. 
La pastora que vendió su risa. Cuento. (1973). Las Palmas GC. Caja Insular de Ahorros. Aguayro n.40.
El soldadito feo. Cuento. (1973). Las Palmas GC. Caja Insular de Ahorros. Aguayro n.41.
Maestro Bruno, el labrante. (1973). Las Palmas GC. Caja Insular de Ahorros. Aguayro n.42.
El viejo Leal. Cuento. (1973). Ilustraciones Pachy. Las Palmas GC. Caja Insular de Ahorros. Aguayro n.43.
Álbum de Las Palmas. (1973). Las Palmas GC. Caja Insular de Ahorros.
Las astronaves de Pradillo. Adaptación teatral de Las aventuras de Pradillo. (1975). Las Palmas GC. Círculo Mercantil.
La leyenda de los almendros de Tejeda. Ilustraciones Paco Barrera. Las Palmas GC. Mancomunidad de Cabildos de Las Palmas. Amodaga n.0. 
Los almendros de Tejeda. Comic. (1976). Ilustraciones Paco Barrera. Las Palmas GC. Mancomunidad de Cabildos de Las Palmas. Amodaga n.1. 
La cuesta de Silva. Comic. (1976). Ilustraciones Paco Barrera. Las Palmas GC. Mancomunidad de Cabildos de Las Palmas. Amodaga n.2-3.
Así pescaban los antiguos canarios. Comic. (1977). Ilustraciones Paco Barrera. Las Palmas GC. Mancomunidad de Cabildos de Las Palmas. Amodaga n.4.
Costumbres de los antiguos canarios. Comic. (1977). Ilustraciones Paco Barrera. Las Palmas GC. Mancomunidad de Cabildos de Las Palmas. Amodaga n.5-6-7-8.
Historia y Leyenda. Comic. (1977). Ilustraciones Paco Barrera. Las Palmas GC. Mancomunidad de Cabildos de Las Palmas. Amodaga n.9-10-11-12.
La isla la de San Borondón. Comic. (1977). Ilustraciones Pachy. Las Palmas GC. Mancomunidad de Cabildos de Las Palmas. Amodaga n.9-10-11-12.
Municipios de Las Palmas. (1977). Las Palmas GC. Caja Insular de Ahorros.
El paje del Rey Baltasar. Adaptación teatral. (1978). Las Palmas GC. Real Club Náutico. 
El enanito Tip. Adaptación a cuento. (1981). Las Palmas GC. Diario de Las Palmas.
Los diez duendecillos. Cuento. (1981). Las Palmas GC. Diario de Las Palmas.
El espantapájaros. Cuento. (1982). Las Palmas GC. Diario de Las Palmas.
Nuestras islas (1982). Las Palmas GC. Caja Insular de Ahorros. (ISBN 84 7231 737 4).
Constitución Española para niños. (1983) Ilustraciones Justo Pérez Aguado. Mancomunidad Provincial de Cabildos de Las Palmas.
Atacayte. (1985) Madrid. SM.
Sosala. (1987). Madrid, SM.
El hombre de otra galaxia. (1989). Madrid, SM. (ISBN 84 348 2709 3).
Gran Canaria. Textos Libro turístico (1989). Tenerife. Tullio Gatti. (ISBN 84 404 5792 8).
Tenerife. Textos Libro turístico (1989). Tenerife. Tullio Gatti. (ISBN 84 404 5793 6).
Bencomo. (1992). Madrid. SM. 
Nayra. (1992). Madrid. SM & B. 
Pedro el campanero. Narración corta. (1993). Las Palmas GC. Canarias 7.
Toñuco. Narración corta. (1993). Las Palmas GC. Canarias 7.
La bocanada. Narración corta. (1993). Las Palmas GC. Canarias 7.
Daniel. Narración corta. (1993). Las Palmas GC. Canarias 7.
Abuelo Marcial. (1993). Madrid. Edelvives. (ISBN 84 263 2528 9)
La casa del pánico. (1995). Barcelona. Edebé. (ISBN 84 236 3792 1)
Shila, el humo de la guerra. (1996). Madrid. Alfaguara. (ISBN 84 204 4432 4)
Guan Tibicena. (2001). Madrid. Anaya. (ISBN 84 667 0640 2)
La loca. Narración corta (2001). Madrid o Barcelona. Federación de Asociaciones de Empleados, Jubilados y Pensionistas de las Cajas de Ahorros Confederadas
Abrir las manos es mejor. (2001). Madrid. Super Gesto.
Abuelo Marcial. (2003). Madrid. Edelvives. (ISBN 84 263 2528 9)
Recuerdos con sabor a chorizo. (2003). Madrid. Super Gesto.
La lista de boda. (2005). Madrid. Super Gesto.
Hace 400 años. Cuento. (2007). Teror. Fiesta del Pino. Ayuntamiento de Teror.
Dos cuentos de Navidad. (2008). Ayuntamiento de Arucas (ISBN 978 84 936351 2 1).
Trilogía Canaria (2009):
Atacayte. ISBN: (978 84 611 9323 3)
Sosala. (978 84 612 1843 1)  
Bencomo. (978 84 612 0946 0). Las Palmas GC. Tegala.
Leyenda de los almendros de Tejeda. (2009). Las Palmas GC. Tegala.  (ISBN  978 84 937094 0 2)
Siete fusiles (2009). Las Palmas GC. Cam-PDS Editores. (ISBN 978 84 937 234 6 0)
Leyenda del Nublo, la Rana y la Flor. (2010). Las Palmas GC. Tegala. (ISBN 978 84 9370094 2 6)